# La Bamba (film)
La Bamba är en amerikansk biografisk dramafilm från 1987.

## Handling
La Bamba skildrar den 17-årige mexikansk-amerikanske rockmusikern Ritchie Valens' färd mot berömmelsen, från livet som lantarbetare till det som rockstjärna med en rad hitsinglar. Valens musik framförs i filmen av Grammybelönade Los Lobos, men många andra 1950-talslåtar spelas också.

## Rollista (urval)
- Lou Diamond Phillips – Ritchie Valens
- Esai Morales – Bob Morales (Ritchies halvbror)
- Rosanna DeSoto – Connie Reyes (Ritchie's mor)
- Danielle von Zerneck – Donna Ludwig
- Elizabeth Peña – Rosie Morales
- Joe Pantoliano – Bob Keane
- Rick Dees – Ted Quillin
- Marshall Crenshaw – Buddy Holly
- Howard Huntsberry – Jackie Wilson
- Brian Setzer – Eddie Cochran
- Stephen Lee – The Big Bopper
- Sam Anderson – Mr. Ludwig (Donnas far)
- Concepcion Reyes (den verkliga Connie Reyes, Ritchies mor) – äldre dam som sitter tillsammans med Lou Diamond Phillips (som Ritchie)
- Daniel Valdez (Luis Valdez' bror) – Ritchies Uncle Lelo
- Katie Valdez (Luis Valdez' dotter) – Ritchies syster Connie Jr.